# 1992년 동계 올림픽 네덜란드령 안틸레스 선수단
1992년 동계 올림픽 네덜란드령 안틸레스 선수단은 프랑스 알베르빌에서 개최된 1992년 동계 올림픽에 참가한 올림픽 네덜란드령 안틸레스 선수단이다. 이번 대회에 2명을 보냈는데, 더들리 덴 덜크라는 봅슬레이 선수는 2인승에서 37위를 했다. 그리고 이 대회를 끝으로 다시는 동계 올림픽에 참가하지 않았다.

## 봅슬레이
| 팀    | 선수                                  | 종목  | 1차     | 1차  | 2차     | 2차  | 3차     | 3차  | 4차     | 4차  | 종합    | 종합 |
| 팀    | 선수                                  | 종목  | 시간    | 순위 | 시간    | 순위 | 시간    | 순위 | 시간    | 순위 | 시간    | 순위 |
| ----- | ------------------------------------- | ----- | ------- | ---- | ------- | ---- | ------- | ---- | ------- | ---- | ------- | ---- |
| AHO-1 | 바르트 카르펜티르 알팅 더들리 덴 덜크 | 2인승 | 1:02.97 | 38   | 1:03.26 | 36   | 1:03.40 | 37   | 1:03.46 | 39   | 4:13.09 | 37   |

## 참조
- 올림픽 공식 기록 보관됨 2012-02-04 - 웨이백 머신